# F-Zero X
F-Zero X é um jogo eletrônico de corrida futurista para o console Nintendo 64. Desenvolvido pela Nintendo EAD, foi lançado no Japão, América do Norte e Europa em 1998. Em 2000, um pacote de expansão foi lançado no Japão, que incluia um editor de faixas e veículos. O jogo original foi portado em 2004 para o iQue Player na China. Ele teve relançamentos do Virtual Console no Wii em 2007 e no Wii U cerca de nove anos depois. Em 11 de março de 2022, o jogo foi relançado no Nintendo Switch Online + Expansion Pack, com um modo multijogador online.
Ele é uma sequência do F-Zero original (1990), e é o primeiro jogo da série com gráficos 3D. O jogo tem uma curva de aprendizado íngreme e sua experiência de jogo é semelhante à do original. F-Zero X introduziu a capacidade de atacar outros pilotos, um modo Death Race e um gerador de pista aleatório chamado "X Cup". No modo Death Race, o objetivo do jogador é aniquilar ou passar rapidamente os outros 29 pilotos, e a X-Cup gera um conjunto diferente de pistas a cada jogada.

## Jogabilidade
F-Zero X é um jogo de corrida futurista de ritmo acelerado onde 30 competidores correm em circuitos de alta altitude dentro de hovercars movidos a plasma em um Grande Prêmio intergaláctico. O título ocorre depois que o torneio original foi interrompido por vários anos devido ao perigo extremo do esporte, F-Zero X começa depois que o Grand Prix é trazido de volta com as regras e regulamentos revisados sob o mesmo nome do videogame.